# Instrucciones de Amenemope
Instrucciones de Amenemope o Enseñanzas de Amenemope es el nombre de una obra literaria del Antiguo Egipto del género sebayt o instrucciones en la que el escriba Amenemope, hijo de Kanajt, da a su hijo consejos de integridad, honradez, autodominio y amabilidad, y le explica cómo lograr estas metas en vida alejándose de los aduladores y depositando toda la confianza en los dioses para conseguir una vida feliz. 
Consta de una introducción, treinta capítulos en forma de proverbios y un colofón. Se cree que data de finales de la dinastía XIX o principios de la XX, aunque las copias conservadas son posteriores. Está considerada como una de las obras maestras de la literatura egipcia.

## Descripción
Con esta larga obra, el género de las instrucciones alcanza su culminación. Su valor no reside en la riqueza temática, menor que la de las Instrucciones de Ptahhotep, sino en la interiorización de los valores. Antes se suponía que el pensar y obrar correctamente tendría una recompensa, ahora Amenemope considera que debe hacerse sin esperar esa recompensa. 
Al igual que Ptahhotep, afirma que el hombre ideal no es el guerrero, sino el hombre de paz que se esfuerza en prosperar y es generoso con los demás. Ese hombre ideal es modesto, tranquilo y amable con la gente y humilde ante los dioses. No es perfecto, porque la perfección es una virtud divina y no humana.
Las instrucciones nos han llegado completas, a través de varias versiones conservadas en distintos museos. Esta variedad demuestra su popularidad en el Antiguo Egipto.
El egiptólopgo británico Francis Llewellyn Griffith (1862 – 1934) opinaba que, según la escritura y la ortografía del Papiro BM 10.474, este es un escrito de la dinastía XXV, y que las tablillas conservadas en Turín son posteriores. La composición original se data en el periodo ramésida, entre las dinastías XIX y XX.

## Características literarias
Escrito con caracteres hieráticos, es el poema más antiguo existente con capítulos numerados. El texto está organizado en líneas separadas, lo que resulta inusual, y cada capítulo tiene un número diferente de versos. Estos son libres, sin rima ni medida determinadas, con contrastes y similitudes; el texto está muy elaborado. Dominan tres temas: la tranquilidad, la honestidad y el destino.

## LasInstrucciones de Amenemopey elLibro de los Proverbios
El trabajo parece haber sido compuesto durante el periodo ramésida, la época en que las tribus de Israel se convirtieron en una nación. El conocimiento de Egipto que se refleja en la Biblia es el resultado de los contactos realizados en esta época, y se consideran suficiente prueba literaria de estos vínculos los fragmentos de las Instrucciones de Amenemope que aparecen en el Libro de los Proverbios. Esto es especialmente llamativo en los capítulos XXII y XXIII, hasta el punto de que se piensa que Proverbios XXII,20 es una traducción directa del capítulo XXX de las Instrucciones de Amenemope. 

## Fecha de publicación
El texto más completo de las Instrucciones de Amenemope es el Papiro 10474, que fue adquirido en 1888 por Ernest Wallis Budge y se conserva hoy en el Museo Británico. Mide 3,7 m de largo y 250 mm de ancho con un Calendario de días de la suerte y la mala suerte copiado en el reverso. En ese mismo año, 1888, Peter le Page Renouf (1822 - 1897) lo menciona como un «notable papiro» y señala una primera comparación con los pasajes bíblicos. La publicación de los papiros se retrasó treinta y cinco años, ya que Budge estaba dedicado a otras obras como el Libro de los Muertos. En 1922 publicó una breve reseña del texto en un trabajo académico francés. El texto hierático completo se publicó en 1923 como Facsímiles de papiros hieráticos egipcios del Museo Británico. En su libro Teaching of Amen-Em-Apt, Son of Kanekht, publicado en 1924, hace una comparación entre el texto egipcio y el Libro de los Proverbios.
Según Griffith, que revisó la traducción de Budge en 1926, la traducción del texto es difícil porque tiene expresiones artificiales, palabras raras y modismos. Lichtheim en 1976 y Brunner en 1991 hicieron nuevas traducciones al inglés de mejor calidad.

## Fragmentos existentes
| Fecha (a. C.) | Dinastía | Fragmento             | Tipo     | Líneas  |
| ------------- | -------- | --------------------- | -------- | ------- |
| 1069 - 0712   | 21-22    | Estocolmo MM 18416    | Papiro   | 191-257 |
| 1069 - 0712   | 21-22    | Louvre E. 17173       | Tablilla | 034-037 |
| 1000 - 0900   | 21-22    | El Cairo 1840         | Ostracon | 047-066 |
| 0945 - 0712   | 22       | Medinet Habu          | Grafito  | 001     |
| 0747 - 0525   | 25-26    | Turín 6237            | Tablilla | 470-500 |
| 0747 - 0525   | 25-26    | Moscú I 1 d 324       | Tablilla | 105-115 |
| 0747 - 0525   | 25-26    | Turín Supl. 4661      | Tablilla | 001     |
| 0600 - 0500   | 26-27    | Museo Británico 10474 | Papiro   | 001-551 |

## Ejemplos de fragmentos en español
Mejor es una fanega que da Dios
que cinco mil con injusticia.
Instrucciones de Amenemope, VI

Si el pobre te debe mucho
dividelo en tres partes:
perdona dos y deja sólo una.
Esto, ya verás, es lo mejor de esta vida;
a partir de entonces dormirás bien y por la mañana
todo te parecerá maravilloso;
porque es mejor ser apreciado por amor al prójimo
que tener riquezas almacenadas;
mejor saborear el pan con buena conciencia
que tener riquezas cargadas de reproches.
Instrucciones de Amenemope, XII.

No permitas que el poderoso te soborne
a oprimir al débil, en beneficio de aquél.
Instrucciones de Amenemope, XX.

El ser humano es barro y paja,
Dios es su arquitecto.
Él destruye y construye a diario,
crea mil inferiores según su gusto,
convierte a mil personas en supervisores
si está en su hora de la vida.
Cómo se regocija aquel que ha alcanzado el Poniente
y está a salvo en la mano de Dios.
Instrucciones de Amenemope, XXV

No te burles del ciego ni ridiculices al enano,
no cierres el paso al lisiado,
no te rías de aquel a quien Dios enfermó,
ni grites cuando se equivoque.
Instrucciones de Amenemope, XXVI.